# NGC 2102
NGC 2102 is een open sterrenhoop in het sterrenbeeld Goudvis. Het hemelobject werd in 1837 ontdekt door de Britse astronoom John Herschel.

## Synoniemen
- ESO 57-SC29